# Marpesia thetys
Marpesia thetys är en fjärilsart som beskrevs av Fabricius 1777. Marpesia thetys ingår i släktet Marpesia och familjen praktfjärilar. Inga underarter finns listade i Catalogue of Life.